# Wendilgart
Wendilgart († wohl 926, sicher vor 958) war eine deutsche Adlige des 10. Jahrhunderts, die in der Verwandtschaft zwischen den Liudolfingern und den Konradinern von Bedeutung ist. 
Der Chronist Ekkehard erwähnt Wendilgart als Heinrici regis de filia neptis – Nichte des Königs Heinrich I. durch eine Tochter. Hlawitschka hält den Teil de filia für einen späteren Einschub, so dass auch einer der Brüder des Königs (Liudolf oder Thankmar) als Vater in Frage kommt.
Des Weiteren berichtet Ekkehard, Wendilgart sei mit Graf Uodalrich verheiratet gewesen, in dem Graf Udalrich († wohl 924) gesehen wird, der Stammvater der Grafen von Bregenz (siehe Udalrichinger). Als Kinder Udalrichs und Wendilgart werden hier genannt: Adalhard, eine namentlich nicht bekannte Tochter, sowie Burchard, der spätere (958–971) Abt des Klosters St. Gallen. Ihr ältester Sohn war jedoch Udalrich († 950/57).
Die Bedeutung Wendilgards liegt – Hlawitschka folgend – in ihrer Nachkommenschaft. Ihre Tochter heiratete den Ahalolfinger Adalbert von Marchtal, deren Tochter wiederum Judith hieß, die Hlawitschka mit der Ehefrau Konrads von Böckelheim identifiziert, die er wiederum als Eltern des Herzogs Hermann II. von Schwaben, des Kandidaten aus der Königswahl von 1002 sieht: Wendilgart wäre somit die Verbindung zwischen den Liudolfingern und Herzog Hermann, und somit die verwandtschaftliche Basis für dessen Thronanspruch bei der Königswahl von 1002. Die von Hlawitschka aufgezeigte Filiation ist in der Forschung allerdings umstritten.

## Wendilgart in der Sage
Wendilgart ist eine Figur in einer der Sagen der Gebrüder Grimm: „Udalrich und Wendilgart und der ungeborne Burkard“ (Nr. 531): „Udalrich, Graf zu Buchhorn (am Bodensee), abstammend aus Karls Geschlecht, war mit Wendilgart, Heinrich des Voglers Nichte, vermählt. Zu seiner Zeit brachen die Heiden (Ungarn) in Bayern ein, Udalrich rückte aus in den Krieg, wurde gefangen und weggeführt. Wendilgart, die gehört hatte, daß er tot in der Schlacht geblieben, wollte nicht wieder heiraten, sondern begab sich nach St. Gallen, wo sie still und eingezogen lebte und für ihres Gemahls Seele den Armen Wohltaten erwies.“
Bei Burkard handelt es sich um ihren Sohn, den späteren Abt von Sankt Gallen, der der Sage nach nicht geboren, sondern durch einen Schnitt auf die Welt gebracht wurde: „Vierzehn Tage vor ihrer Niederkunft erkrankte plötzlich Wendilgart und starb. Das Kind aber wurde lebendig aus dem Leibe geschnitten und in eine frisch abgezogene Speckschweinschwarte gewickelt.“